# Li Ting
Li Ting (n. 5 ianuarie 1980, Wuhan, Republica Populară Chineză) este o jucătoare de tenis chineză, medaliată olimpică. A participat la 2 ediții ale Jocurilor Olimpice (2000, 2004) în care a câștigat o medalie de aur.